# Ледена стена
Ледена стена је градска четврт у градској општини Палилула, једној од градских општина Ниша, у Нишавском управном округу. Процењује се да у насељу живи 9.216 становника.

## Име
Насеље Ледена стена је добило име по локацији некадашње градске ледаре, која је изабрана због изложености ударима ветра.

## Географија
Ледена стена се налази у Нишу, између главне железничке станице и насеља Милка Протић. Ледена стена је удаљена око 3  ваздушном линијом од центра града. До насеља се може доћи градском превозом: линијом 10 (Ћеле-кула-Девети Мај) и линијом 1 (Миново насеље — Ледена стена — Нишка Бања). У насељу се налази основна школа „Бубањски хероји“ и специјална школа за децу са оштећеним слухом „Бубањ“.